# 二重微小染色体
二重微小染色体（にじゅうびしょうせんしょくたい、Double minute）あるいはダブルマイニュート染色体は、染色体外DNAの小断片であり、乳癌、肺癌、卵巣癌、大腸癌、そして特に神経芽細胞腫など多数のヒト腫瘍で観察される。これらは、腫瘍成長の間の遺伝子増幅の兆候であり、細胞の成長と生存に優位を与える。また、これらは、薬剤耐性に関わるがん遺伝子や遺伝子を匿っている。
二重微小染色体は、実際の染色体のようにクロマチンから構成されており、細胞分裂の間に細胞内の核で複製される。典型的な染色体とは異なり、せいぜい数百万塩基対までの環状DNA断片から構成されており、セントロメアやテロメアを持たない。